# Drypetes yapensis
Drypetes yapensis là một loài thực vật có hoa trong họ Putranjivaceae. Loài này được Tuyama mô tả khoa học đầu tiên năm 1940.